# Nati nel 1999/Maggio
| Questa pagina contiene informazioni ricavate automaticamente dalle voci biografiche con l'ausilio del template Bio e di un bot. L'aggiornamento è periodico e automatico e ricostruisce completamente la pagina. Se manca una persona in questa lista, sei pregato di non aggiungerla, ma accertati piuttosto che la sua voce biografica contenga il template Bio e che i dati anagrafici siano correttamente compilati. Se il template Bio manca, inseriscilo tu stesso o, in alternativa, metti l'avviso {{tmp\|Bio}} che ne segnala la mancanza. Se i dati riportati sono sbagliati, correggi direttamente la voce biografica; le modifiche saranno visibili in questa lista entro pochi giorni. Per chiarimenti vedi il progetto biografie. La lista contiene solo le 361 persone che sono citate nell'enciclopedia e per le quali è stato implementato correttamente il template Bio. Pagina aggiornata al 10 ago 2025. |

- 1º maggio - YNW Melly, rapper statunitense
- 1º maggio - Cristian Franco, calciatore uruguaiano
- 1º maggio - Marco Imperiale, calciatore italiano
- 1º maggio - Murali Karthikeyan, scacchista indiano
- 1º maggio - Varazdat Lalayan, sollevatore armeno
- 1º maggio - Theodor Landström, giocatore di football americano svedese
- 1º maggio - Imrân Louza, calciatore francese
- 1º maggio - Romain Ntamack, rugbista a 15 francese
- 1º maggio - Tiffany Stratton, wrestler statunitense
- 1º maggio - Akhyar Rashid, calciatore malaysiano
- 2 maggio - Gustavo Henrique Alves Rodrigues, calciatore brasiliano
- 2 maggio - Klisman Cake, calciatore albanese
- 2 maggio - Andre Dozzell, calciatore inglese
- 2 maggio - Imane Khelif, pugile algerina
- 2 maggio - Camilla Labate, calciatrice italiana
- 2 maggio - Ifeatu Melifonwu, giocatore di football americano statunitense
- 2 maggio - Donat Rrudhani, calciatore kosovaro
- 2 maggio - Jorge Sanguina, calciatore paraguaiano
- 2 maggio - Riq Woolen, giocatore di football americano statunitense
- 3 maggio - Waleed Al-Ahmed, calciatore saudita
- 3 maggio - Manuel Bortuzzo, nuotatore italiano
- 3 maggio - Carlo Boukhalfa, calciatore tedesco
- 3 maggio - Benjamin Bramley, tuffatore statunitense
- 3 maggio - Lennart Czyborra, calciatore tedesco
- 3 maggio - Filippo Delli Carri, calciatore italiano
- 3 maggio - Kyler Edwards, cestista statunitense
- 3 maggio - Silent Bob, rapper italiano
- 3 maggio - Cody Gakpo, calciatore olandese
- 3 maggio - Mike Greene, giocatore di football americano statunitense
- 3 maggio - Kristjan Hočevar, ex ciclista su strada e pistard sloveno
- 3 maggio - Ella Langley, cantante statunitense
- 3 maggio - Luiz Henrique Augustin Schlocobier, calciatore brasiliano
- 3 maggio - Tristin McCollum, giocatore di football americano statunitense
- 3 maggio - Zyon McCollum, giocatore di football americano statunitense
- 3 maggio - Djamel Sedjati, mezzofondista algerino
- 3 maggio - Santiago Sosa, calciatore argentino
- 3 maggio - Serena Viviani, sciatrice alpina italiana
- 4 maggio - Loan Bozzolo, snowboarder francese
- 4 maggio - Alfon González, calciatore spagnolo
- 4 maggio - Sead Hakšabanović, calciatore svedese
- 4 maggio - Lee Kyu-hyuk, calciatore sudcoreano
- 4 maggio - Lee Su-hyun, cantante, attrice e conduttrice radiofonica sudcoreana
- 4 maggio - Matheus Bidu, calciatore brasiliano
- 4 maggio - Mickaël Nadé, calciatore francese
- 4 maggio - William Reais, velocista svizzero
- 4 maggio - Dominik Steczyk, calciatore polacco
- 4 maggio - Ethan Thompson, cestista statunitense
- 4 maggio - Marius Valinskas, cestista lituano
- 4 maggio - Jefferson Valverde, calciatore ecuadoriano
- 4 maggio - Louis Verstraete, calciatore belga
- 4 maggio - JJ van der Mescht, rugbista a 15 sudafricano
- 5 maggio - Ahmed Al-Minhali, calciatore qatariota
- 5 maggio - Nathan Chen, pattinatore artistico su ghiaccio statunitense
- 5 maggio - Alec Deneumostier, calciatore peruviano
- 5 maggio - Taichi Hara, calciatore giapponese
- 5 maggio - Lucia Imperiali, pallavolista italiana
- 5 maggio - Justin Kluivert, calciatore olandese
- 5 maggio - Aleksandr Komarov, lottatore russo
- 5 maggio - Marie Minnaert, calciatrice belga
- 5 maggio - Matteo Neri, schermidore italiano
- 5 maggio - Rodrigo Piñeiro, calciatore uruguaiano
- 5 maggio - Boyd Reith, calciatore olandese
- 5 maggio - Janarius Robinson, giocatore di football americano statunitense
- 5 maggio - Carina Stuffer, ex sciatrice alpina tedesca
- 5 maggio - Hugo Vandermersch, calciatore francese
- 5 maggio - Marko Đira, calciatore croato
- 5 maggio - Aleks Ławniczak, calciatore polacco
- 6 maggio - Achraf Dari, calciatore marocchino
- 6 maggio - Mauro Júnior, calciatore brasiliano
- 6 maggio - Argyrīs Kampetsīs, calciatore greco
- 6 maggio - Charlotte Kool, ciclista su strada olandese
- 6 maggio - Javier Martón, calciatore spagnolo
- 6 maggio - Patricio O'Ward, pilota automobilistico messicano
- 6 maggio - Shalysa Wray, velocista|Categorie = no
- 6 maggio - Janderson de Carvalho Costa, calciatore brasiliano
- 7 maggio - Fran Vieites, calciatore spagnolo
- 7 maggio - Simay Barlas, attrice turca
- 7 maggio - Zorhan Bassong, calciatore canadese
- 7 maggio - Terrel Bernard, giocatore di football americano statunitense
- 7 maggio - Michael Carter, giocatore di football americano statunitense
- 7 maggio - Sirine Charaabi, pugile italiana
- 7 maggio - Sakhizwe Dlamini, principessa swati
- 7 maggio - Tommy Fury, pugile e personaggio televisivo britannico
- 7 maggio - Diego González Cabanes, calciatore spagnolo
- 7 maggio - Matija Horvat, calciatore croato
- 7 maggio - Vinícius Lopes da Silva, calciatore brasiliano
- 7 maggio - Fraser Murray, calciatore scozzese
- 7 maggio - Elijah Nelson, attore statunitense
- 7 maggio - Kamilla Ogun, cestista russa
- 7 maggio - Yves Pons, cestista francese
- 7 maggio - Kelvyn Ramos da Fonseca, calciatore brasiliano
- 7 maggio - Blaine Ridge-Davis, ex pistard e ex ciclista di BMX britannica
- 7 maggio - John Ridgeway, giocatore di football americano statunitense
- 7 maggio - Elisa Silva, cantante portoghese
- 7 maggio - Ruki Tobita, snowboarder giapponese
- 7 maggio - Alon Yogev, pistard e ciclista su strada israeliano
- 7 maggio - Erika Zafirova, ginnasta bulgara
- 8 maggio - Rebeca Andrade, ginnasta brasiliana
- 8 maggio - Arvid Brorsson, calciatore svedese
- 8 maggio - Alana Castrique, ciclista su strada belga
- 8 maggio - Kendra Dacher, lottatrice francese
- 8 maggio - Francesco Di Donna, pallanuotista italiano
- 8 maggio - Dejan Georgievski, taekwondoka macedone
- 8 maggio - Adrián Lozano Magallanes, calciatore messicano
- 8 maggio - Eman Markovic, calciatore norvegese
- 8 maggio - Maykel Massó, lunghista cubano
- 8 maggio - Boris Moltenis, calciatore francese
- 8 maggio - Džanan Musa, cestista bosniaco
- 8 maggio - Aniekeme Okon, calciatore nigeriano
- 8 maggio - Kwame Opoku, calciatore ghanese
- 8 maggio - Marios Pourzitidīs, calciatore greco
- 8 maggio - Abdoulie Sanyang, calciatore gambiano
- 8 maggio - Cole Swider, cestista statunitense
- 8 maggio - Emanuel Wilson, giocatore di football americano statunitense
- 9 maggio - Rasheed Akanbi, calciatore nigeriano
- 9 maggio - Nozomi Ōhashi, attrice e cantante giapponese
- 9 maggio - Ricardo Silva, calciatore portoghese
- 9 maggio - Myron Tagovailoa-Amosa, giocatore di football americano statunitense
- 9 maggio - Dylan Vente, calciatore olandese
- 9 maggio - Guilherme Natan de Lima, calciatore brasiliano
- 10 maggio - Danaé Blais, pattinatrice di short track canadese
- 10 maggio - Andrej Drukarov, sciatore alpino lituano
- 10 maggio - Michael Gandolfini, attore statunitense
- 10 maggio - Magnus Kofod Andersen, calciatore danese
- 10 maggio - Sergi Martínez, cestista spagnolo
- 10 maggio - Danilo Petrović, cestista serbo
- 10 maggio - Alessandro Pinzuti, nuotatore italiano
- 10 maggio - Sebastian Szymański, calciatore polacco
- 10 maggio - Alex, calciatore brasiliano
- 11 maggio - Nahuel Acosta, calciatore uruguaiano
- 11 maggio - Amir Aduev, calciatore russo
- 11 maggio - Christian Borchgrevink, calciatore norvegese
- 11 maggio - Sabrina Carpenter, cantautrice e attrice statunitense
- 11 maggio - Andrea Colpani, calciatore italiano
- 11 maggio - Kaitlyn Dias, attrice statunitense
- 11 maggio - Marco Dulca, calciatore rumeno
- 11 maggio - Madison Lintz, attrice statunitense
- 11 maggio - Tim Naberman, ciclista su strada olandese
- 11 maggio - Benjamin Pedersen, pilota automobilistico danese
- 11 maggio - Santiago Ibraim Silva Azambuja, calciatore uruguaiano
- 11 maggio - Calvin Stitt, giocatore di football americano britannico
- 11 maggio - Ryan Stonehouse, giocatore di football americano statunitense
- 11 maggio - Eetu Vertainen, calciatore finlandese
- 11 maggio - Diego Willis, cestista messicano
- 12 maggio - William Balikwisha, calciatore belga
- 12 maggio - Mārtiņš Bots, slittinista lettone
- 12 maggio - Andrea Fuentes, pallavolista portoricana
- 12 maggio - Hiroki Itō, calciatore giapponese
- 12 maggio - Léa Khelifi, calciatrice francese
- 12 maggio - Kartik Kumar, mezzofondista indiano
- 12 maggio - Nyu Eiko, goista giapponese
- 12 maggio - Ekhson Pandzhshanbe, calciatore tagiko
- 12 maggio - Eduard Sarapij, calciatore ucraino
- 12 maggio - Marino Satō, pilota automobilistico giapponese
- 12 maggio - Vasilije Terzić, calciatore montenegrino
- 12 maggio - Nair Tiknizjan, calciatore russo
- 12 maggio - Christian Watson, giocatore di football americano statunitense
- 13 maggio - Linoy Ashram, ex ginnasta israeliana
- 13 maggio - Destan Bajselmani, ex calciatore olandese
- 13 maggio - Rhys Britton, pistard e ciclista su strada britannico
- 13 maggio - Luis Estupiñán, calciatore ecuadoriano
- 13 maggio - Alex Greive, calciatore neozelandese
- 13 maggio - Telahun Haile Bekele, mezzofondista etiope
- 13 maggio - Red Sebastian, cantautore belga
- 13 maggio - James Hudson, giocatore di football americano statunitense
- 13 maggio - Óscar Mingueza, calciatore spagnolo
- 13 maggio - Aníbal Moreno, calciatore argentino
- 13 maggio - Samuel Shashoua, calciatore inglese
- 13 maggio - Sheldon van der Linde, pilota automobilistico sudafricano
- 13 maggio - Tylan Wallace, giocatore di football americano statunitense
- 14 maggio - Michael Baidoo, calciatore ghanese
- 14 maggio - Malcolm Barcola, calciatore francese
- 14 maggio - Giulio Masotto, ciclista su strada e pistard italiano
- 14 maggio - Deon Moore, calciatore guyanese
- 14 maggio - Selma Poutsma, pattinatrice di short track francese
- 14 maggio - Adrián Sánchez, calciatore argentino
- 14 maggio - Esther Valding, attrice francese
- 14 maggio - Luan Vinicius da Silva Santos, calciatore brasiliano
- 15 maggio - Timothée Bazille, cestista francese
- 15 maggio - Ashley Charles, calciatore grenadino
- 15 maggio - Mouhamadou Drammeh, calciatore francese
- 15 maggio - Anastasija Gasanova, tennista russa
- 15 maggio - Liam Gordon, calciatore guyanese
- 15 maggio - Seone Mendez, tennista australiana
- 15 maggio - Dazz Newsome, giocatore di football americano statunitense
- 15 maggio - Trevor Penning, giocatore di football americano statunitense
- 15 maggio - Joao Quiñónez, calciatore ecuadoriano
- 15 maggio - Arnór Sigurðsson, calciatore islandese
- 15 maggio - Sebastian Strózik, calciatore polacco
- 15 maggio - Koki Ueyama, velocista giapponese
- 15 maggio - Júnior Brumado, calciatore brasiliano
- 16 maggio - Johao Chávez, calciatore ecuadoriano
- 16 maggio - Francisco Contreras, calciatore messicano
- 16 maggio - Adama Fofana, calciatore burkinabé
- 16 maggio - Patrik Hellebrand, calciatore ceco
- 16 maggio - Jordi Mboula, calciatore spagnolo
- 16 maggio - Jurij Rodionov, tennista austriaco
- 16 maggio - Rin Usami, scrittrice giapponese
- 17 maggio - Hamad Al-Yami, calciatore saudita
- 17 maggio - Gabriel Charpentier, calciatore della Repubblica del Congo
- 17 maggio - Renat Dadaşov, calciatore azero
- 17 maggio - Daiki Hashioka, calciatore giapponese
- 17 maggio - David Mobärg, sciatore freestyle svedese
- 17 maggio - Qin Haiyang, nuotatore cinese
- 17 maggio - Sam Rogers, calciatore statunitense
- 17 maggio - Joel Serrano, calciatore portoricano
- 17 maggio - Jedrick Wills, giocatore di football americano statunitense
- 18 maggio - Bai Jinshi, scacchista cinese
- 18 maggio - Abel Bustos, calciatore argentino
- 18 maggio - Vincenzo Crea, attore italiano
- 18 maggio - Nils Haßfurther, ex cestista tedesco
- 18 maggio - Preston Judd, calciatore statunitense
- 18 maggio - Norbert Kundrák, calciatore ungherese
- 18 maggio - Bo Melton, giocatore di football americano statunitense
- 18 maggio - Laura Omloop, cantante belga
- 18 maggio - Mark Travers, calciatore irlandese
- 19 maggio - Zaven Collins, giocatore di football americano statunitense
- 19 maggio - Neil Farrugia, calciatore irlandese
- 19 maggio - Darijo Grujcic, calciatore austriaco
- 19 maggio - Felix Hörberg, calciatore svedese
- 19 maggio - Marlon Medranda, calciatore ecuadoriano
- 19 maggio - Claudiu Micovschi, calciatore rumeno
- 19 maggio - Kaja Norbye, sciatrice alpina norvegese
- 19 maggio - Andrea Pinamonti, calciatore italiano
- 19 maggio - Deepak Punia, lottatore indiano
- 19 maggio - Sergej Slepov, calciatore russo
- 19 maggio - Nikolaj Sysuev, calciatore russo
- 19 maggio - Aleksandr Terent'ev, fondista russo
- 20 maggio - Jelle Bataille, calciatore belga
- 20 maggio - Tara Davis-Woodhall, lunghista statunitense
- 20 maggio - Nicolás Díaz, calciatore cileno
- 20 maggio - Julian Faye Lund, calciatore norvegese
- 20 maggio - Loreta Kullashi, calciatrice svedese
- 20 maggio - Ruzil' Ramilevič Minekaev, attore russo
- 20 maggio - Josephine Obossa, pallavolista italiana
- 20 maggio - Filipe Soares, calciatore portoghese
- 21 maggio - Lucas Araújo, calciatore brasiliano
- 21 maggio - Rodolfo Castro, giocatore di baseball dominicano
- 21 maggio - Iván Chapela, calciatore spagnolo
- 21 maggio - Denis Genreau, calciatore francese
- 21 maggio - Lukas Karlberg, ex sciatore alpino svedese
- 21 maggio - Andreas Leknessund, ciclista su strada norvegese
- 21 maggio - Monica Trinca Colonel, ciclista su strada italiana
- 21 maggio - Alex Reese, cestista statunitense
- 21 maggio - Jovan Vlalukin, calciatore serbo
- 22 maggio - Camren Bicondova, attrice e ballerina statunitense
- 22 maggio - Jules Chappaz, fondista francese
- 22 maggio - Samuel Chukwueze, calciatore nigeriano
- 22 maggio - Lucas Dias, calciatore francese
- 22 maggio - Rodrigue Fassinou, calciatore beninese
- 22 maggio - Darrick Forrest, giocatore di football americano statunitense
- 22 maggio - Simon Graves, calciatore danese
- 22 maggio - Tanner Groves, cestista statunitense
- 22 maggio - Dzjanis Hračycha, calciatore bielorusso
- 22 maggio - Marija Kozyreva, tennista russa
- 22 maggio - Josh Tymon, calciatore inglese
- 22 maggio - Facundo Vigo, calciatore uruguaiano
- 23 maggio - Blanka, cantante, ballerina e modella polacca
- 23 maggio - James Charles, youtuber e truccatore statunitense
- 23 maggio - Paul Gubitz, slittinista tedesco
- 23 maggio - Sandro Mamuk'elashvili, cestista georgiano
- 23 maggio - Ahmed Abdelkader, calciatore egiziano
- 23 maggio - Toby Sibbick, calciatore ugandese
- 23 maggio - Natnael Tesfatsion, ciclista su strada eritreo
- 23 maggio - Modesta Uka, calciatrice kosovara
- 24 maggio - Kacper Chodyna, calciatore polacco
- 24 maggio - Brodric Martin, giocatore di football americano statunitense
- 24 maggio - Jordan Mason, giocatore di football americano statunitense
- 24 maggio - Ulrich Meleke, calciatore ivoriano
- 24 maggio - Tarjei Sandvik Moe, attore norvegese
- 24 maggio - Charlie Plummer, attore statunitense
- 24 maggio - Anel Šabanadžović, calciatore bosniaco
- 25 maggio - Giovanni Aleotti, ciclista su strada italiano
- 25 maggio - Brec Bassinger, attrice statunitense
- 25 maggio - Jesper Brändholm, ex sciatore alpino svedese
- 25 maggio - Yung Bans, rapper e compositore statunitense
- 25 maggio - Samantha Drechsel, pallavolista statunitense
- 25 maggio - Hovhannes Harutyunyan, calciatore armeno
- 25 maggio - Ibrahima Konaté, calciatore francese
- 25 maggio - Kristian Kullamäe, cestista estone
- 25 maggio - Charlotte Lingg, sciatrice alpina svizzera
- 25 maggio - Tshepiso Masalela, mezzofondista botswano
- 25 maggio - Terem Moffi, calciatore nigeriano
- 25 maggio - Lauren Williams, taekwondoka britannica
- 25 maggio - Malik Willis, giocatore di football americano statunitense
- 26 maggio - Antoine Bernède, calciatore francese
- 26 maggio - Woyo Coulibaly, calciatore francese
- 26 maggio - Savion Flagg, cestista statunitense
- 26 maggio - George Ganea, calciatore rumeno
- 26 maggio - Rafik Guitane, calciatore francese
- 26 maggio - Alessandro Iacchi, ciclista su strada italiano
- 26 maggio - Kerry Ingram, attrice britannica
- 26 maggio - Christian Larotonda, calciatore venezuelano
- 26 maggio - Évita Muzic, ciclista su strada e ciclocrossista francese
- 26 maggio - Lucas Ortíz, calciatore uruguaiano
- 26 maggio - Micah Parsons, giocatore di football americano statunitense
- 26 maggio - Inês Pereira, calciatrice portoghese
- 26 maggio - Johan Price-Pejtersen, ciclista su strada e pistard danese
- 26 maggio - Carlos Ramos, calciatore venezuelano
- 27 maggio - Miguel Atienza, calciatore spagnolo
- 27 maggio - Fabian Barański, canottiere polacco
- 27 maggio - Daniel Bragança, calciatore portoghese
- 27 maggio - Qwynnterrio Cole, giocatore di football americano statunitense
- 27 maggio - Jairo Concha, calciatore peruviano
- 27 maggio - Robert Cueto, calciatore boliviano
- 27 maggio - Matheus Cunha, calciatore brasiliano
- 27 maggio - Lily-Rose Depp, attrice francese
- 27 maggio - Peter Ehimi, hockeista su pista italiano
- 27 maggio - Aleksa Jovanović, calciatore serbo
- 27 maggio - Marija Kameneva, nuotatrice russa
- 27 maggio - Tor-Lawrence Mana'o, calciatore samoano americano
- 27 maggio - Andrine Mårstøl, sciatrice alpina norvegese
- 27 maggio - Kenny Ridwan, attore statunitense
- 27 maggio - Jean Carlos Rodríguez, calciatore cubano
- 27 maggio - Morteza Sharifi, pallavolista iraniano
- 27 maggio - William Sherman, giocatore di football americano statunitense
- 27 maggio - Billie Marten, cantautrice britannica
- 28 maggio - Kōnstantinos Apostolakīs, calciatore greco
- 28 maggio - Vinicius Balieiro, calciatore brasiliano
- 28 maggio - Ferdi Bedini, cestista albanese
- 28 maggio - Cameron Boyce, attore, modello e ballerino statunitense († 2019)
- 28 maggio - Jodie Burrage, tennista britannica
- 28 maggio - Akshat Chandra, scacchista statunitense
- 28 maggio - Tibo De Smet, mezzofondista belga
- 28 maggio - Fabio Delgado, calciatore colombiano
- 28 maggio - Gaia Dell'Ernia, calciatrice italiana
- 28 maggio - Kreshnik Hajrizi, calciatore kosovaro
- 28 maggio - Brenden Jaimes, giocatore di football americano statunitense
- 28 maggio - Lisa Klostermann, ex calciatrice tedesca
- 28 maggio - Mari Leinan Lund, combinatista nordica norvegese
- 28 maggio - Paolo Medina, calciatore messicano
- 28 maggio - Facundo Medina, calciatore argentino
- 28 maggio - Mikael Filipe Viana de Sousa, calciatore brasiliano
- 28 maggio - Mike Trésor Ndayishimiye, calciatore belga
- 28 maggio - Kassim Nicholson, cestista statunitense
- 28 maggio - Jaelan Phillips, giocatore di football americano statunitense
- 28 maggio - Lisa Pou, nuotatrice francese
- 28 maggio - Ben Turner, ciclista su strada e ciclocrossista britannico
- 28 maggio - Gustavo Vallecilla, calciatore ecuadoriano
- 29 maggio - Derrick Barnes, giocatore di football americano statunitense
- 29 maggio - Mohamed Kamara, giocatore di football americano statunitense
- 29 maggio - David Kopacz, calciatore tedesco
- 29 maggio - Vitalij Mykolenko, calciatore ucraino
- 29 maggio - Park Ji-hoon, cantante e attore sudcoreano
- 29 maggio - Nadia Simeoli, judoka italiana
- 29 maggio - Miha Škedelj, cestista sloveno
- 30 maggio - YaYa Diaby, giocatore di football americano statunitense
- 30 maggio - Sean Giambrone, attore e doppiatore statunitense
- 30 maggio - Guy-Marcelin Kilama, calciatore camerunese
- 30 maggio - Eddie Nketiah, calciatore inglese
- 30 maggio - Serge-Philippe Raux-Yao, calciatore francese
- 30 maggio - Ervino Soares, calciatore est-timorese
- 30 maggio - Zhou Guanyu, pilota automobilistico cinese
- 30 maggio - Jonas Toró, calciatore brasiliano
- 31 maggio - Jarrad Drizners, ciclista su strada e pistard australiano
- 31 maggio - Giorgia Paolocci, cestista italiana
- 31 maggio - Roman Sadovsky, pattinatore artistico su ghiaccio canadese
- 31 maggio - Michal Sadílek, calciatore ceco
- 31 maggio - Marlon Tuipulotu, giocatore di football americano statunitense
- 31 maggio - Kristijan Velinovski, calciatore macedone
- 31 maggio - Sam Vines, calciatore statunitense